# Ángel Albino Corzo (kommun)
Ángel Albino Corzo är en kommun i Mexiko.   Den ligger i delstaten Chiapas, i den sydöstra delen av landet, 800 km sydost om huvudstaden Mexico City. Antalet invånare är 28 883. Arean är 1 749 kvadratkilometer.
Terrängen i Ángel Albino Corzo är bergig söderut, men norrut är den kuperad.
Följande samhällen finns i Ángel Albino Corzo:
- Angel Albino Corzo
- Nueva Palestina
- La Paz
- Plan de Ayutla
- Jerusalén
- Montebello Altamira
- San Francisco
- San Ramón
- Santa Rita
- Guadalupe Victoria
- Siete de Octubre
- Nuevo Progreso
- Nuevo Milenio Quince de Septiembre